# Erebia marginata
Erebia marginata är en fjärilsart som beskrevs av Thurner 1922. Erebia marginata ingår i släktet Erebia och familjen praktfjärilar. Inga underarter finns listade i Catalogue of Life.